# Miquel Humet Argemí
Miquel Humet i Argemí (Terrassa, 23 de desembre de 1925 - el Masnou, Maresme, 4 de març de 1992) fou un industrial i polític català, alcalde del Masnou de 1972 a 1979.
Industrial de professió. Fill de Joan Humet i Vallès, propietari de la fàbrica textil masnovina de Ca n'Humet, i de Concepció Argemí i Suaña, procedents de Terrassa. El seu avi, Miquel Argemí Barba, va ser alcalde de Terrassa de 1923 a 1924.
Durant el seu mandat es restaurà la Casa de Cultura, que havia estat donada a l'Ajuntament per la propietària Carme Planas Sensat l'any 1967. L'any 1975 es crearen el Patronat Municipal de Cultura, el Patronat Esportiu Municipal i s'inaugurà el port esportiu.